# 二俣瀬村
二俣瀬村（ふたまたせそん）は、かつて山口県厚狭郡に存在した村。
1954年（昭和29年）10月1日に宇部市との編入合併で消滅した。現在は宇部市北部の一地域（二俣瀬）となっている。

## 地理
- 厚東川

## 歴史
- 1889年（明治22年）4月1日 - 町村制の施行により、山中村・木田村・車地村・善和村・瓜生野村の区域をもって発足。
- 1954年（昭和29年）10月1日 - 宇部市に編入。同日二俣瀬村廃止。